# Fijisch honkbalteam

Vlag van Fiji.

Het Fijisch honkbalteam is het nationale honkbalteam van Fiji. Het team vertegenwoordigt Fiji tijdens internationale wedstrijden. Het Fijisch honkbalteam hoort bij de Oceanische Honkbal Confederatie (BCO). 